# Panzerschule Kama
Die Panzerschule Kama war eine militärische Schul- und Erprobungseinrichtung für Panzer in Kooperation zwischen der Sowjetunion und dem Deutschen Reich zur Zeit der Weimarer Republik. Sie lag bei Kasan in der Tatarischen ASSR.

## Geschichte

### Hintergrund
Nach dem Ersten Weltkrieg war es dem Deutschen Reich gemäß dem Vertrag von Versailles verboten, Panzer zu besitzen. Um dieses Verbot zu umgehen, schloss das Deutsche Reich mit der Sowjetunion im Jahre 1922 den Vertrag von Rapallo. Die Sowjetunion war nach der Oktoberrevolution von 1917 und der Machtübernahme der Bolschewiki ebenfalls außenpolitisch isoliert. So entstanden die Flugerprobungsstätte bei Lipezk und das Testgelände Tomka für chemische Kampfstoffe auf sowjetischem Boden. Der sowjetische Verteidigungsminister Kliment Jefremowitsch Woroschilow wollte ebenfalls an moderner Panzertechnik partizipieren und schlug eine Kooperation auf diesem Gebiet vor.
Hans von Seeckt, Chef der Heeresleitung, hatte eine Kooperation mit Schweden favorisiert, jedoch wollte Schweden nicht die deutschen Forderungen erfüllen. Beflügelt vom Berliner Vertrag 1926 gab von Seeckt grünes Licht für Verhandlungen mit der Sowjetunion. Ab Oktober 1926 verhandelten der Oberst a. D. Hermann Thomsen, Leiter der Außenstelle des deutschen Truppenamtes unter der Bezeichnung Zentrale Moskau, und der Chef des militärischen Aufklärungsdienstes der Roten Armee Jan Karlowitsch Bersin.

### Planung, Bau und Betrieb
Wilhelm Malbrandt (1875–1955), ein aus dem aktiven Dienst entlassener Oberstleutnant der Reichswehr, wurde von der deutschen Seite beauftragt, zusammen mit Vertretern der Roten Armee eine geeignete Örtlichkeit zu suchen. Diese wurde in einer ehemaligen Kaserne bei Kasan gefunden. In der Nähe der Kaserne befand sich ein geeignetes Übungs- und Testgelände. Der Tarnname „Kama“ war eine Zusammensetzung der ersten zwei Buchstaben von „Kasan“ und „Malbrandt“. Jedoch war der Tarnname nicht sorgfältig gewählt, denn unweit befindet sich ein gleichnamiger Fluss.
Der Vertrag wurde im Oktober 1926 unterzeichnet: Die Sowjetunion stellte das Gelände zur Verfügung, Deutschland trug die Baukosten und ermöglichte sowjetischen Offizieren die Teilnahme an den Schulungen. Die Verantwortung für den Aufbau der Einrichtung fiel an Oswald Lutz, Oberst der Reichswehr, auf der deutschen und Josef Unschlicht, stellvertretender Volkskommissar für Verteidigung, auf der sowjetischen Seite.
Nachdem der britische Manchester Guardian im Dezember 1926 die geheime militärische Kooperation enthüllt hatte und auf Betreiben von Philipp Scheidemann das regierende Kabinett Marx III gestürzt worden war, wurde auch das Projekt Kama zunächst gestoppt. Ein völliger Abbruch wurde zwar von Militärkreisen in beiden Ländern verhindert, jedoch wurde das Projekt kaum vorangetrieben. Weitere Bewegung kam erst auf, als im Februar 1928 Reichswehrminister Otto Geßler den Außenminister Gustav Stresemann überzeugte, die militärische Kooperation mit der Sowjetunion wieder zu aktivieren.
Die sowjetische Seite baute die Einrichtung von Oktober 1926 bis Juli 1929 mit bis zu 400 Handwerkern vertragsgemäß aus. Bestehende Gebäude wurden repariert, neue Gebäude und Werkstätten wurden errichtet. Demgegenüber waren zunächst nur wenige deutsche Vertreter, darunter vor allem Wilhelm Malbrandt, in Kama anwesend. Erst 1929 wurde die Einrichtung tatsächlich in Betrieb genommen; die Schulungen begannen und die ersten deutschen Panzerprototypen kamen an. Ausbilder, Techniker und Kursteilnehmer wurden für die Dauer des Aufenthalts in der Sowjetunion aus der Reichswehr entlassen.
Wilhelm Malbrandt wurde als Leiter der Einrichtung 1930 von Ludwig Ritter von Radlmaier (1887–1943), abgelöst. Ihm folgte Josef Harpe ab Sommer 1930 bis zur Schließung der Einrichtung.

### Schließung
Nachdem dem Deutschen Reich im Dezember 1932 in der Genfer Abrüstungskonferenz die militärische Gleichberechtigung zugesichert worden war, war die geheime Zusammenarbeit mit der Sowjetunion nicht mehr notwendig. Mit der nationalsozialistischen Machtergreifung Anfang 1933 veränderten sich zudem die politischen Rahmenbedingungen, und die Panzerschule Kama wurde am 15. September 1933 aufgelöst. Die Versuchspanzer und sonstiges Material wurden nach Deutschland zurückgeführt.

## Schulungsbetrieb
Der erste Kurs begann im März 1929, zwischen 1930 und 1933 folgten weitere. Deutsche und sowjetische Teilnehmer wurden gleichzeitig unterrichtet; ein Übersetzer war immer anwesend. Die Ausbildung war in einen theoretischen Teil, der in Klassenräumen abgehalten wurde und einen praktischen Teil, dem eigentlichen Zweck der Einrichtung, geteilt. Neben den in Kama stationierten Ausbildern gab es aber auch zeitweise unterrichtende Gastdozenten. Einer der bekanntesten Ausbilder war Ernst Volckheim, ein wichtiger Theoretiker der deutschen Panzerkriegsführung.
Auf deutscher Seite wurden insgesamt 30 Lehrgangsteilnehmer geschult. Diese ausgebildeten Offiziere spielten eine sehr wichtige Rolle beim Aufbau der Panzertruppe und später im Zweiten Weltkrieg. Einige erreichten den Generalsrang, darunter Wilhelm von Thoma, Josef Harpe und Wolfgang Thomale.
Die sowjetische Seite nutzte Kama auch nach dem Abzug der Deutschen als Schulungszentrum. Jedoch fielen viele hier ausgebildete Soldaten wie auch Zivilbeschäftigte (zum Beispiel Hausmeister) den Säuberungen in der Roten Armee 1937–1938 zum Opfer.

## Erprobungsbetrieb
Der erste Schritt der Panzerentwicklung in Kama war 1927 die Umrüstung landwirtschaftlicher Hanomag-Traktoren in provisorische Selbstfahrlafetten. Dazu wurden Versuche mit verschiedenen Geschützen und Kalibern, 3,7 cm und 7,5 cm, unternommen. 7,5 cm wurde zu Beginn des Zweiten Weltkriegs das Standardkaliber, zum Beispiel beim Panzerkampfwagen IV und beim Sturmgeschütz III.
1929 kamen die ersten Prototypen deutscher Panzer, getarnt als landwirtschaftliche Schlepper, in Kama an. Vom Großtraktor und Leichttraktor wurden mehrere Fahrzeuge in verschiedenen Varianten geliefert. Sie dienten später als Vorlage für die Panzerkampfwagen I, II, III und IV. Ebenfalls getestet wurde der Kampfwagen M-28, eine deutsch-schwedische Kooperation. Von der deutschen Seite wurde der Panzer mit dem kombinierten Rad-/Kettenantrieb nicht weiter entwickelt, die schwedische Seite entwickelte daraus den Landsverk L-30. Die Rote Armee testete die britische Carden Loyd Tankette, aus der die Eigenentwicklung T-27 hervorging. Neben Panzern wurden auch Prototypen von Panzerwagen getestet, die später zum Panzerspähwagen Sd.Kfz. 231 führten. Grundsätzlich wurden verschiedene Lösungen an Getriebe und Federung des Kettenantriebs erprobt und auch vor Ort umgearbeitet. Dazu gab es in Kama eine Technikgruppe. Neben Mitarbeitern der Reichswehr waren auch mehrere Ingenieure der beteiligten Unternehmen vor Ort. Unter deutscher Aufsicht befanden sich einige sowjetische Handwerker, die Teile einbauten oder Veränderungen an diesen vornahmen.
Die Deutschen steckten viel Aufwand in die Erprobung von Funkgeräten, da schon früh erkannt wurde, dass Kommunikation und Koordination ein entscheidender Faktor in der Panzertaktik sein würden. Zwar gab es beim Versailler Vertrag keine Verbote bezüglich der Funktechnik, aber der praktische Einsatz der Technik in einem Panzer war schwierig. Das deutsche Rundfunk- und Telekommunikationsunternehmen C. Lorenz lieferte die Funktechnik für die Versuche in Kama und Mitarbeiter des Unternehmens waren in Kama vor Ort anwesend. Lorenz wurde später der Lieferant für Funktechnik der Wehrmacht. Funkgeräte in deutschen Panzern waren im Zweiten Weltkrieg zunächst ausschlaggebend beim Kampf mit zum Teil technisch überlegenen französischen und sowjetischen Panzern, die auf ineffiziente Flaggenkommunikation angewiesen waren.